# John Spellman (homme politique)
 (décembre 2018).
Le contenu est difficilement compréhensible vu les erreurs de traduction, qui sont peut-être dues à l'utilisation d'un logiciel de traduction automatique.
Ne doit pas être confondu avec le sportif John Spellman.
John Dennis Spellman (29 décembre 1926 - 16 janvier 2018) est un homme politique américain, qui est le 18e gouverneur de Washington entre 1981 et 1985, et le dirigeant du comté de King de 1969 à 1981.
Spellman est élu gouverneur en 1980, lors de victoires importantes pour les Républicains à travers le pays. Au cours de son mandat, l'économie de l'État de Washington subit une baisse, en raison de la récession du début des années 1980. Spellman est battu dans sa campagne de réélection en 1984. Actuellement, il est le dernier Républicain à avoir occupé le poste de gouverneur de l'État de Washington.

## Biographie

### Jeunesse et famille
Spellman est né à Seattle, de B. "Bart" Spellman (1895-1955) dirigeant de la compagnie d'assurance Sterling et de l'enseignante Lela A. Spellman (née Cushman; 1895-1985),. Il a des origines anglaises et irlandaises. Son grand-père paternel est arrivé à Seattle depuis de Irlande, juste avant le grand incendie de 1889 et réussit comme entrepreneur de plomberie. Sa grand-mère maternelle est l'une des premiers enfants blancs nés dans le Territoire de l'Oregon et installés dans la ville de Brownsville. Son père, Bart, est une vedette à l'université de l'Oregon grâce à sa victoire de 1917, dans le Rose Bowl, sur le grand favori l'université de Pennsylvanie, et plus tard est un entraîneur-adjoint à la fois de l'Oregon et de l'université de Washington.
Spellman grandit dans l'Eastside suburbs de Hunts Point et Bellevue avec sa sœur Marie et son frère aîné, David Bartholomew (1925-1951), a été tué pendant la guerre de Corée. Il termine ses études secondaires à Seattle Preparatory School, obtenu en 1944. La même année, il interrompt ses études au cours de sa dernière année d'études pour s'inscrire dans la Marine marchande, dans le programme des cadets au cours de la Seconde Guerre mondiale et sert dans la Marine des États-Unis. Sous le G.I. Bill, il sort en 1949 diplômé de l'université de Seattle et en 1953, diplômé de l'université de Georgetown. John rencontre sa femme Lois Murphy à l'université de Seattle; les deux se sont mariés en 1954 et ont six enfants ensemble.

### Début de la carrière politique
Spellman entre en politique après avoir rejoint un groupe de progressistes Républicains, qui vise à réformer le parti. Il devient un membre de la Commission municipale du service civique, tout en étant avocat, au début des années 1960. Spellman est candidat pour le poste de maire de Seattle en 1964, mais il est battu lors de la primaire. Il fait campagne pour Dan Evans dans sa candidature gagnante pour devenir gouverneur dès la fin de cette année. Spellman est élu parmi les trois membres de la commission du comté de King en 1967. À la suite d'un projet approuvé pour mettre en œuvre une nouvelle Home Rule Charter en 1968, le bureau exécutif du comté est établi et Spellman est élu premier chef de l'exécutif devant l'ancien gouverneur Albert Rosellini en 1969.
Spellman est chef de file dans l'établissement de la nouvelle structure gouvernementale du comté. Il consolide des départements auparavant indépendants, et remplace l'ancien système de patronage par un système au mérite. Spellman supervise le processus controversé de choix du site et de la construction du Royaume, le stade en forme de dôme qui est la résidence des Seahawks de Seattle et des Mariners de Seattle, et initie les premiers efforts pour faire face à la croissance incontrôlée. Il est deux fois réélu en 1973 et en 1977.

### Gouverneur de Washington
Le 21 août 1983, il effectue un acte de repentance important, en se rendant à Puyallup où avait été construit le Camp Harmony pendant la Seconde Guerre mondiale, un camp de concentration pour Nippo-Américains, pour y dévoiler une sculpture de George Tsutakawa en mémoire des déportés.